# Acaroceras galapagoensis
Acaroceras galapagoensis is een mijtensoort uit de familie van de Microzetidae. De wetenschappelijke naam van de soort is voor het eerst geldig gepubliceerd in 1999 door Schatz & Palacios-Vargas.